# Кастеллан (кантон)
Кастелла́н (фр. Castellane) — кантон во Франции, находится в регионе Прованс — Альпы — Лазурный Берег, департамент Альпы Верхнего Прованса. Входит в состав округа Кастелан.
Код INSEE кантона — 0406. Всего в кантон Кастеллан входит 7 коммун, из них главной коммуной является Кастеллан.

## Коммуны кантона
| Коммуна              | Население, чел. (1999) | Почтовый индекс | Код INSEE |
| -------------------- | ---------------------- | --------------- | --------- |
| Демандоль            | 94                     | 04120           | 04069     |
| Кастеллан            | 1 508                  | 04120           | 04039     |
| Ла-Гард              | 56                     | 04120           | 04092     |
| Пейруль              | 136                    | 04120           | 04148     |
| Ругон                | 85                     | 04120           | 04171     |
| Сен-Жюльен-дю-Вердон | 108                    | 04170           | 04183     |
| Солела               | 95                     | 04120           | 04210     |

## Население
Население кантона на 2008 год составляло 2 389 человек.
| 1962  | 1968  | 1975  | 1982  | 1990  | 1999  | 2006  | 2007  | 2008  |
| ----- | ----- | ----- | ----- | ----- | ----- | ----- | ----- | ----- |
| 1 505 | 1 598 | 1 630 | 1 821 | 1 905 | 2 082 | 2 430 | 2 412 | 2 389 |